# Savzdargia hofferi
Savzdargia hofferi är en stekelart som först beskrevs av Pilipyuk 1974.  Savzdargia hofferi ingår i släktet Savzdargia och familjen sköldlussteklar. Inga underarter finns listade i Catalogue of Life.